# Contea di Wengyuan
La contea di Wengyuan (翁源县S, WēngyuánP) è una contea della Cina, situata nella provincia del Guangdong e amministrata dalla prefettura di Shaoguan.